# Isola Argonne
Argonne è una piccola isola disabitata delle isole Andreanof, nell'arcipelago delle Aleutine, e appartiene all'Alaska (USA). Si trova sulla costa nord-occidentale di Adak fra le isole Staten e Dora ed è lunga 1,1 km.
Le è stato dato questo nome nel 1933, durante una spedizione di ricognizione della U.S. Navy, in onore della nave U.S.S Argonne.